# Rimac Concept One
Concept_One je električni automobil hrvatske tvrtke Rimac Automobili iz Svete Nedelje kod Zagreba.

## Proizvodnja
Prvi primjerak isporučen je u siječnju 2013. godine nepoznatom kupcu. Automobil je dovršen u četiri mjeseca, a cijena je nepoznata.
Na međunarodnom salonu automobila u Ženevi 1. ožujka 2016. Rimac Automobili predstavili su prvi komercijalni model Concept_One koji će biti proizveden u svega osam primjeraka.

## Tehnička svojstva
- Ubrzanje: 0-100 km/h 2,6 sekundi
- Autonomnost: do 350 km
- Najveća brzina: 355 km/h
- Kapacitet baterije: 92 kWh
- Domet: 600 km  (umjerena vožnja)
- Sigurnosni sustavi: ABS, zračni jastuci
- Snaga: 1088 KS
- Okretni moment: 3800 Nm
- Raspoređenost težine: 42% naprijed, 58% natrag

### Pogon
4x4 (4 elektromotora).

## Vanjske poveznice
- Službena stranica